# Біленченківська сільська рада
Біленченківська сільська рада — колишній орган місцевого самоврядування у Гадяцькому районі Полтавської області з центром у селі Біленченківка.

## Населені пункти
Сільраді були підпорядковані населені пункти:
- c. Біленченківка
- с. Грипаки
- с. Кіблицьке
- с. Оріханове
- с. Осняги
- с. Островерхівка
- с. Петроселівка
- с. Писарівщина
- с. Рудиків
- с. Степаненки